# Moutaïb ben Abdallah ben Abdelaziz Al Saoud

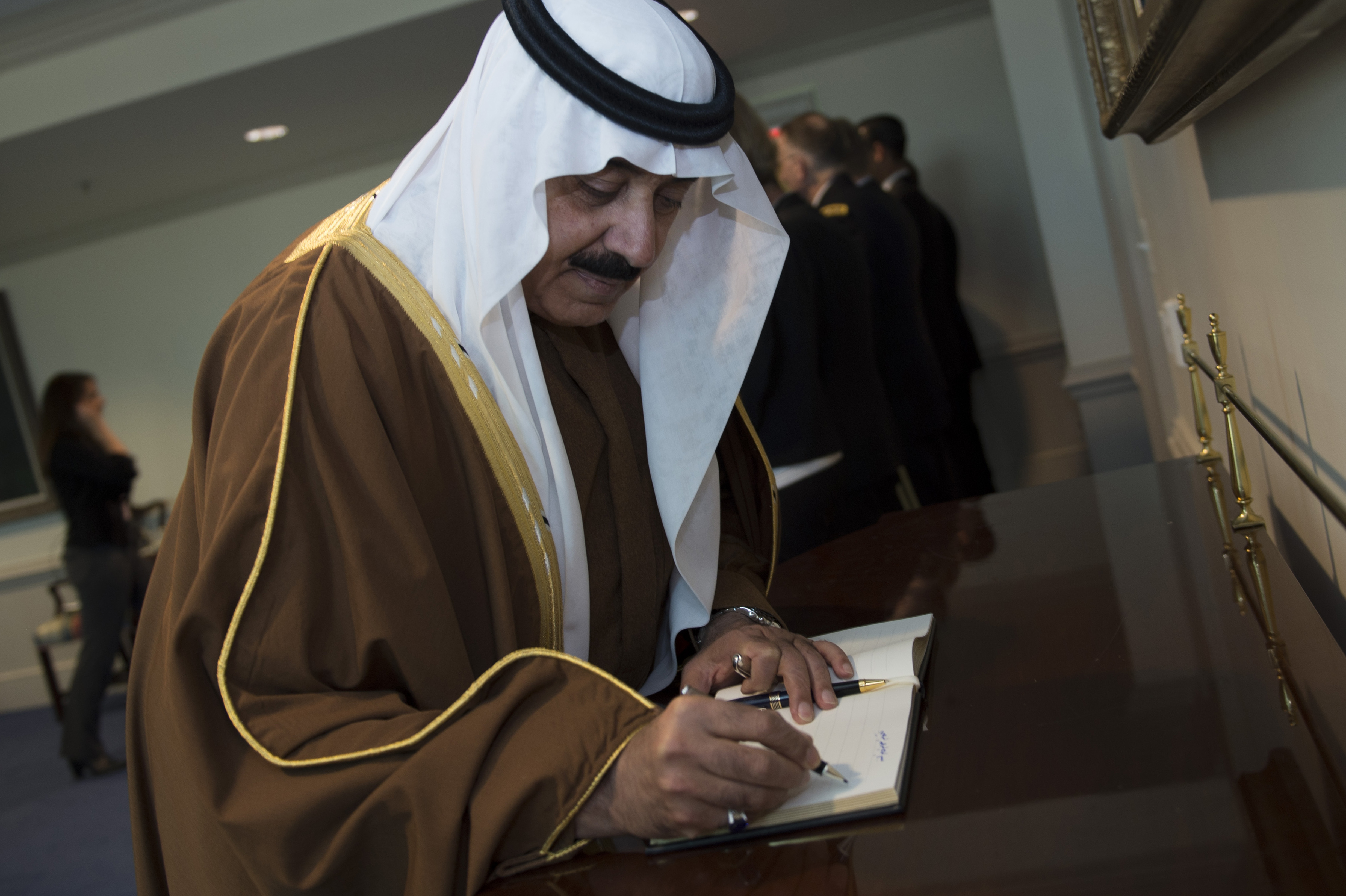
Mutaib Ben Abdallah Ben Abdelaziz Al Saoud en novembre 2014.

Moutaïb ben Abdallah ben Abdelaziz Al Saoud né le 26 mars 1952 à Riyad est un membre de la famille royale saoudienne.
Il fut successivement commandant de la garde nationale saoudienne de 2010 à 2013 puis ministre de la Garde nationale saoudienne du 27 mai 2013 au 4 novembre 2017.

## Biographie
Moutaïb ben Abdallah ben Abdelaziz Al Saoud est né à Riyad le 26 mars 1952. Il est le troisième fils du roi Abdallah et de Munira Al Otaishan,.
Il est diplômé de l'Académie royale militaire de Sandhurst en tant que lieutenant en 1974. Il a reçu une maîtrise au King Khalid Military College.
En 1983 le roi Fahd le nomme au grade de colonel de la garde nationale saoudienne,,.
Le 27 mai 2013 il est nommé ministre de la garde nationale, poste alors nouvellement créé.

### Arrestation
Moutaïb ben Abdallah ben Abdelaziz Al Saoud est arrêté le 4 novembre 2017 avec 10 autres princes saoudiens dont le prince Alwaleed. Il a été destitué de ses fonctions de ministre de la garde nationale le même jour. Il est libéré le 28 novembre 2017 après avoir accepté un « règlement acceptable » avec les autorités en versant plus d'un milliard de dollars.